# Jiří Nachlinger
Jiří Nachlinger (* 9. listopadu 1981 Prachatice) je český výtvarník, řezbář, scénograf a loutkářský technolog. Je také pokračovatelem, čtvrtou generací řezbářů ze šumavské samoty. Prvním z nich byl pradědeček Josef Jungbauer (1888–1969), řezbář, který vyřezával loutky a sakrální plastiky.

## Život
Jiří Nachlinger prožil dětství v Prachaticích. K řezbářskému řemeslu byl veden v řezbářské dílně svého otce a dědečka Jana na šumavské samotě u Nebahov. Především otec Jiří (* 1958) měl zásadní vliv na formování a profesní směřování Jiřího juniora i jeho dvou sourozenců Jany a Mirka. V dílně si všichni vyzkoušeli ruční a strojové opracování dřeva a také hodně kreslili. Otec jim pomohl i s přípravou na umělecké školy. Jiřího sestra Jana Nachlingerová se dnes v rámci vlastní značky „Jou Jou“ zaměřuje na malbu, ilustraci a dřevěné hračky pro děti, bratr Miroslav Nachlinger spoluzaložil designové studio „Revír“, kde představil kromě jiného vlastní kolekci nábytku.
Jiří Nachlinger absolvoval na SUPŠ v Praze unikátní obor „Řezbářství a tvarování dřeva“ (stejnou školu navštěvovali jeho otec a bratr). Poté byl přijat na Akademii múzických umění. Obor „Scénografie loutkového a alternativního divadla“ vystudoval pod vedením Josefa Krofty a Pavla Kalfuse. Kromě řezbářství se tedy rozhodl věnovat sochařství a tvorbě loutek. Působí v rodinné firmě „Nachlinger Řezbářství.“

## Galerie loutek v Kuksu
Jeho diplomová práce na téma barokní divadelní skulptury Fitzli-Putzli ho spojila s barokním Kuksem – a především s muzikologem prof. Stanislavem Bohadlem, zakladatelem festivalu Theatrum Kuks. V anotaci práce se píše: „Baroko je epocha, ve které působil F. A. Špork a M. B. Braun a společně vytvořili alegorickou postavu jménem Fitzli-Putzli. Špork tuto postavu stvořil ve své fantazii, Braun zrealizoval jako sochu.“ Myšlenku oživit Braunovu sochu prvně vyslovil právě prof. Stanislav Bohadlo, který mimo jiné inicioval v roce 2002 vznik divadelního souboru Geisslers Hofcomoedianten a navázal tak na významnou barokní divadelní tradici v Kuksu.
V roce 2008 vytvořil Jiří Nachlinger jako absolventskou práci na DAMU nadživotní divadelní skulpturu ďábelského notáře podle Braunovy předlohy Fitzli-Putzli. A poté následoval celý soubor loutek inspirovaných Braunovými sochami: Anděl žalostné smrti, Statečnost, Naděje, Spravedlnost, Moudrost, Cudnost, Obžerství, Zoufalství, David, trpaslík Natan Hirschel, ale také Kristus, Sporck nebo Braun.
Celkem 50 autorských děl se pak pod názvem „Braunova socha loutkou“ stalo součástí „Galerie loutek Jiřího Nachlingera“. Galerie připomíná počátky východočeského loutkářství a přímo rozvíjí patronát UNESCO (2016) nad českou loutkářskou tradicí, včetně pravidelného pořádání loutkových představení. Sídlí totiž v původní historické budově divadla „Comoedien-Haus“, které je také domovskou scénou souboru Geisslers Hofcomoedianten.

## Scénografie k divadelním představením
- „Balada o velkém kostlivci“, Michel de Ghelderode, Divadlo Disk Praha (2006)
- „Díra ve zdi“, E. Keret, Divadlo Minor Praha (2006)
- „Onehand Jack“, Stefano Benni, Palác Akropolis Praha (2008)
- „Bártndžus“, Petra Tejnorová, Divadlo ALFA Plzeň (2008)

## Filmová animace
- animovaný film „Jeden král měl koně“ (2011), výtvarné řešení filmu ve spolupráci s režisérem „Alešem Pachnerem“
- spolupráce s „AT Studiem“ na realizaci seriálu „Les Temps de Fondation“

## Dřevěná stavebnice Perfo Systém
Spolu s truhlářem a restaurátorem nábytku Janem Urbanem vytvořil Jiří Nachlinger design originální dřevěné stavebnice „Perfo systém“. Stavebnice, která existuje v několika variantách, je vyrobená ze šumavského buku bez barvení a jakékoliv konzervace.